# Штюбеєнь
Штюбеєнь (рум. Știubeieni) — село в Ришканському районі Молдови. Входить до складу комуни, адміністративним центром якої є село Васілеуць.
Більшість населення — українці. Згідно з даними перепису 2004 року — 406 осіб (91 %).